# آگوستینوپولیس
آگوستینوپولیس (به پرتغالی: Augustinópolis) یک منطقهٔ مسکونی در برزیل است که در توکانتینس واقع شده‌است. آگوستینوپولیس ۳۹۵ کیلومتر مربع مساحت و ۱۸٬۶۴۳ نفر جمعیت دارد.